# Союз биатлонистов России
Сою́з биатлони́стов Росси́и — общероссийская общественная организация. Временный член (Решением Международного союза биатлонистов от 10 декабря 2017 года) Международного союза биатлонистов (IBU).

## Цели деятельности СБР
- содействие осуществлению прав граждан на занятия физической культурой и спортом, направленных на единение духовного и физического воспитания, как одного из факторов формирования их здорового образа жизни;
- развитие, совершенствование, пропаганда и популяризация биатлона в Российской Федерации, повышение роли физической культуры и спорта на базе биатлона во всестороннем и гармоничном развитии личности, укрепление позиций и повышение престижа биатлона на международном уровне;
- укрепление дружбы в спортивном движении и осуществление международных спортивных связей в области биатлона;
- осуществление комплекса мероприятий по повышению квалификации мастерства спортсменов для достижения ими результатов в спорте высших достижений, а также по подготовке спортивных резервов;
- содействие созданию условий по развитию биатлона в Российской Федерации.

## История
Союз биатлонистов России (СБР) учрежден в 1992 году и объединяет спортивные организации 49 субъектов Российской Федерации.
В декабре 2017 года IBU ограничила в правах Союз биатлонистов России. Причиной послужила череда «допинговых скандалов» в российском спорте. Российские биатлонисты сохранили право выступать на международных соревнованиях, однако страна лишилась права проводить турниры под эгидой IBU и своих представителей в международной федерации.

## Президенты СБР
1. Новиков Евгений Петрович (26 февраля 1992 — 25 сентября 1995)[3]
2. Тихонов Александр Иванович (25 сентября 1995 — 27 октября 2008)
3. Прохоров Михаил Дмитриевич (27 октября 2008 — 20 мая 2014)
4. Кравцов Александр Михайлович (20 мая 2014[4] — 18 мая 2018)
5. Драчёв Владимир Петрович (18 мая 2018 — 11 июля 2020)[5]
6. Майгуров Виктор Викторович (с 11 июля 2020)[6]

## Руководство
По состоянию на 20 мая 2014 года
| Правление - Кравцов А. М. президент - Калашников В. Л. - Тихонов А. И. - Алексашин Д. Я. - Якушев В. В. - Майгуров В. В - Мелихов В. И. - Пак А. В. | Контрольно-ревизионная комиссия - Олег Михеев - Алексей Стежка - Марина Свириденко - Виктория Павловская |